# Giovanni Battista de Tassis
Giovanni Battista de Tassis (Camerata Cornello, 1470 – Ratisbona, 16 ottobre 1541) fu nipote ed erede di Francesco I de Tassis Maestro Generale di Posta di Borgogna e Paesi Bassi.
Dal 1490 sino al 1541 Giovanni Battista fu al servizio degli Asburgo e fu uno dei cofondatori del sistema postale transnazionale operante nei territori controllati dalla dinastia. Carlo V nominò Giovanni Battista Conte Palatino e consigliere imperiale. 

## Biografia

### Sotto il regno di Massimiliano I

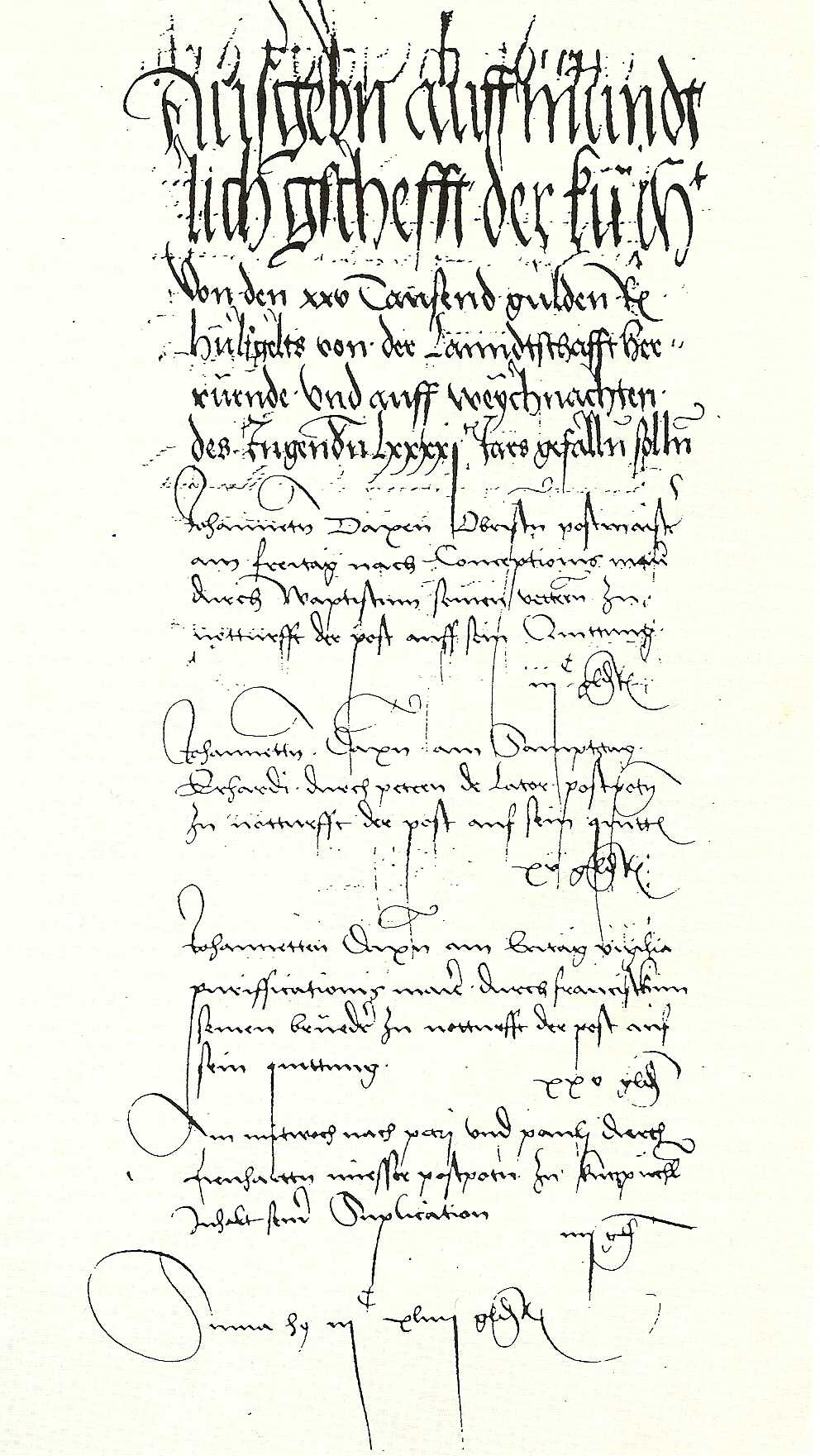
Prima citazione dei Tassis nella Biblioteca di Innsbruck in un documento del 1490

Giovanni Battista era uno dei figli nati dal matrimonio tra Ruggero de Tassis (m. 1515) e Allegria de Albricio. Il padre Ruggero, notaio, ricoprì vari incarichi nella corte di Federico III d'Asburgo. I fratelli di Ruggero, ovvero Jannetto, Leonardo e in particolare Francesco ebbero ruoli di primo piano nell'organizzazione postale dell'Impero. 
Tra i fratelli di Giovanni Battista troviamo Maffeo, Maestro delle Poste Imperiali di Spagna; Simone, Maestro delle Poste Imperiali di Spagna a Milano, capostipite del ramo dei de Tassis marchesi di Paullo (estintosi nel 1797); Davide, Maestro delle Poste Imperiali di Spagna a Venezia; Elisabetta, capostipite, con il marito Bono di Bordogna, del ramo Tasso-Bordogna-Valnigra.
Nel 1490 Giovanni Battista, insieme allo zio Janetto e a Francesco I de Tassis entrò al servizio dell'Imperatore Massimiliano I con il compito di organizzare il sistema postale e di corrieri all'interno del Sacro Romano Impero.
Tra il 1504 ed il 1506 fu in Istria per gestirvi le attività dello zio Janetto, ritornando in seguito al servizio di Massimiliano con le funzioni di Maestro dei Corrieri e Organizzatore della Posta.
Nel 1512 Giovanni Battista organizzò un sistema di staffette da Innsbruck e Augusta per Dieta di Treviri e Colonia. Nel maggio dello stesso anno venne elevato, assieme a Francesco I de Tassis, ai fratelli di questi e ai suoi fratelli, al rango di nobile ereditario. 

### Assistente di Francesco I de Tassis nei Paesi Bassi
Nel corso delle indagini condotte sull'operato di Gabriele de Tassis, il quale aveva trasportato lettere private in un baule destinato alla corrispondenza imperiale, anche Giovanni Battista cadde in disgrazia. La Corte degli Uditori (Raitkammer) lo accusò di appropriazione indebita. Le autorità giudiziarie di Innsbruck lo invitarono nel settembre del 1513 a presentarsi nella città austriaca per rispondere delle accuse. Giovanni Battista rimase tuttavia nei Paesi Bassi, entrando nel servizio postale della Borgogna gestito da Francesco de Tassis. Nel 1515 Giovanni Battista venne infine riabilitato dall'imperatore Massimiliano.
Nel contratto di appalto del servizio postale di Carlo V del 12 novembre 1516 Giovanni Battista viene indicato quale assistente di Francesco, e assieme a quest'ultimo quale maestro di posta e corriere. Francesco e Giovanni Battista vennero incaricati di organizzare nuove tratte da e per Bruxelles. Da varie fonti (come ad esempio il resoconto del cronista Lucas Rem) è noto come il servizio postale in quel periodo fosse per alcune tratte reso difficoltoso o impossibile. Ad esempio la tratta da Bruxelles ad Innsbruck dovette essere temporaneamente reindirizzata verso Strasburgo e il lago di Costanza a causa dell'opposizione del duca Ulrico di Württemberg e all'assedio di Worms condotto da Franz von Sickingen. 
In vista dell'imminente morte di Francesco I de Tassis, Carlo V attribuì a Giovanni Battista la carica di maestro generale di posta, conferitagli il 30 novembre 1517 a Valladolid. 

### Giovanni Battista maestro generale di posta sotto il regno di Carlo V
In seguito alla morte di Francesco I de Tassis, Carlo V concluse un nuovo contratto di appalto del servizio postale con Giovanni Battista e Matteo de Tassis (quest'ultimo operante in Spagna) il 20 dicembre 1517 a Valladolid. Il nuovo contratto sanciva la riduzione del contributo fisso annuale, visto il venir meno della necessità per Carlo V di avere un collegamento via terra con Napoli; reiterava l'assoluta priorità della corrispondenza del sovrano nel servizio postale; definiva l'equiparazione dei maestri di posta ai funzionari governativi spagnoli e fiamminghi. Il contratto gettava le basi, quantomeno nei Paesi Bassi e nella Borgogna, di un servizio postale basato su stazioni permanenti.
In seguito all'elezione imperiale di Carlo V il 28 giugno 1519, Giovanni Battista approntò un servizio di corrieri da Francoforte a Bruxelles per informare la corte della governatrice Margherita d'Asburgo, presso la quale si trovava anche il fratello di Carlo Ferdinando. Il 14 giugno 1521 Giovanni Battista venne nominato da Carlo V maestro di posta generale per tutti i territori da lui controllati. Sebbene tale servizio postale avesse carattere transnazionale, venne inizialmente concepito esclusivamente come strumento di governo degli Asburgo, non aperto al pubblico. Il 6 novembre 1520 Carlo V scrivendo a Giovanni Battista gli ribadiva inoltre il bando del trasporto di corrispondenza di stranieri.
Questo approccio venne modificato completamente nel 1530, con l'apertura nei Paesi Bassi del servizio a pagamento destinato alla corrispondenza di soggetti privati. I primi uffici postali vennero quindi creati lungo la cosiddetta via postale dei Paesi Bassi (Niederländische Postkurs), con stazioni dislocate lungo il percorso da Bruxelles all'Italia.

### Gli ultimi anni
Nel 1536, Carlo V stipulò un nuovo contratto con Giovanni Battista, nel quale gli si riconosceva il diritto di trasmettere la sua carica di maestro di posta generale al figlio Francesco II de Tassis. 
Giovanni Battista morì il 16 ottobre 1541 a Ratisbona dopo aver accompagnato Carlo V al Reichstag ivi riunito. Venne sepolto nella chiesa di Notre-Dame du Sablon.

## Matrimonio e discendenza
Il 6 febbraio 1514 Giovanni Battista sposò Christina von Wachtendonk zu Hemissem († 1561). La coppia ebbe i seguenti figli:
- Ruggero (Malines, 1513 - Anversa, 16 marzo 1593), Dottore in Legge e Chierico, Cancelliere dell'Università di Lovanio
- Francesco, (1514 - Bruxelles, 1543)
- Raimondo (Malines, 1515 - Madrid, 23 luglio 1579[1]) fu Correo mayor de España. Capostipite del ramo spagnolo della famiglia, estintosi nel 1622 con la morte del nipote Juan de Tassis y Peralta, II conte di Villamediana. Sposò Catalina de Acuña y Zúñiga (figlia di Pedro de Acuña e Leonor de Zúñiga), dalla quale ebbe cinque figli:
  - Juan, I conte di Villamediana (m. 1607);
  - Felipe, membro dell'Inquisizione, vescovo di Palencia e arcivescovo di Granada (m. 1619);
  - Pedro, militare (m. 1585);
  - Mariana, consorte di Pedro Vélez de Guevara, conte di Salinillas e madre di Íñigo Vélez de Guevara y Tassis, politico e diplomatico, V conte di Oñate maritali nomine;
  - Ángela, consorte di Luís de Guzmán, cortigiano, primer caballerizo de la Reina (fratello di Eufrasia de Guzmán).
- Leonardo I (Bruxelles, 1521 - 5 maggio 1612), capostipite della famiglia Thurn und Taxis
- Luigi (?-10 gennaio 1568) sposò nel 1541 Anna Loosmans
- Juan Bautista (Bruxelles, 1530 - Madrid, 1610[2]), diplomatico spagnolo
- Ursula, monaca
- Margherita (? - 19 luglio 1596) sposò Karl Boissot, nobile austriaco
- Maria (? - 6 aprile 1601) sposò Daniel van den Berghe, nobile fiammingo
- Adelaide (? - 1599) sposò Jacob Masius, Dottore in Legge, fratello di Andreas Masius
- Regina, o Rosina (?-10 gennaio 1568) sposò il 3 marzo 1551 Cristoforo de Tassis, Maestro di Posta
- Allegra, sposò Juan Bautista Zapata, Correo mayor di Napoli

Giovanni Battista ebbe anche alcuni figli illegittimi da diverse sue amanti:
Da Barbara Walcher nel Tirolo, ebbe i seguenti figli, che vennero legittimati nel 1538:
- Giovanni Antonio (Innsbruck, 1510 - Roma, 1580) Legato spagnolo a Roma
- Antonio (Innsbruck, 1509 - Anversa, 1574) Legato imperiale ad Anversa
- Agostino, canonico

Da Cornelia de Hase, ebbe il seguente figlio, che venne legittimato nel 1584:
- Giovanni Battista